# Laraki

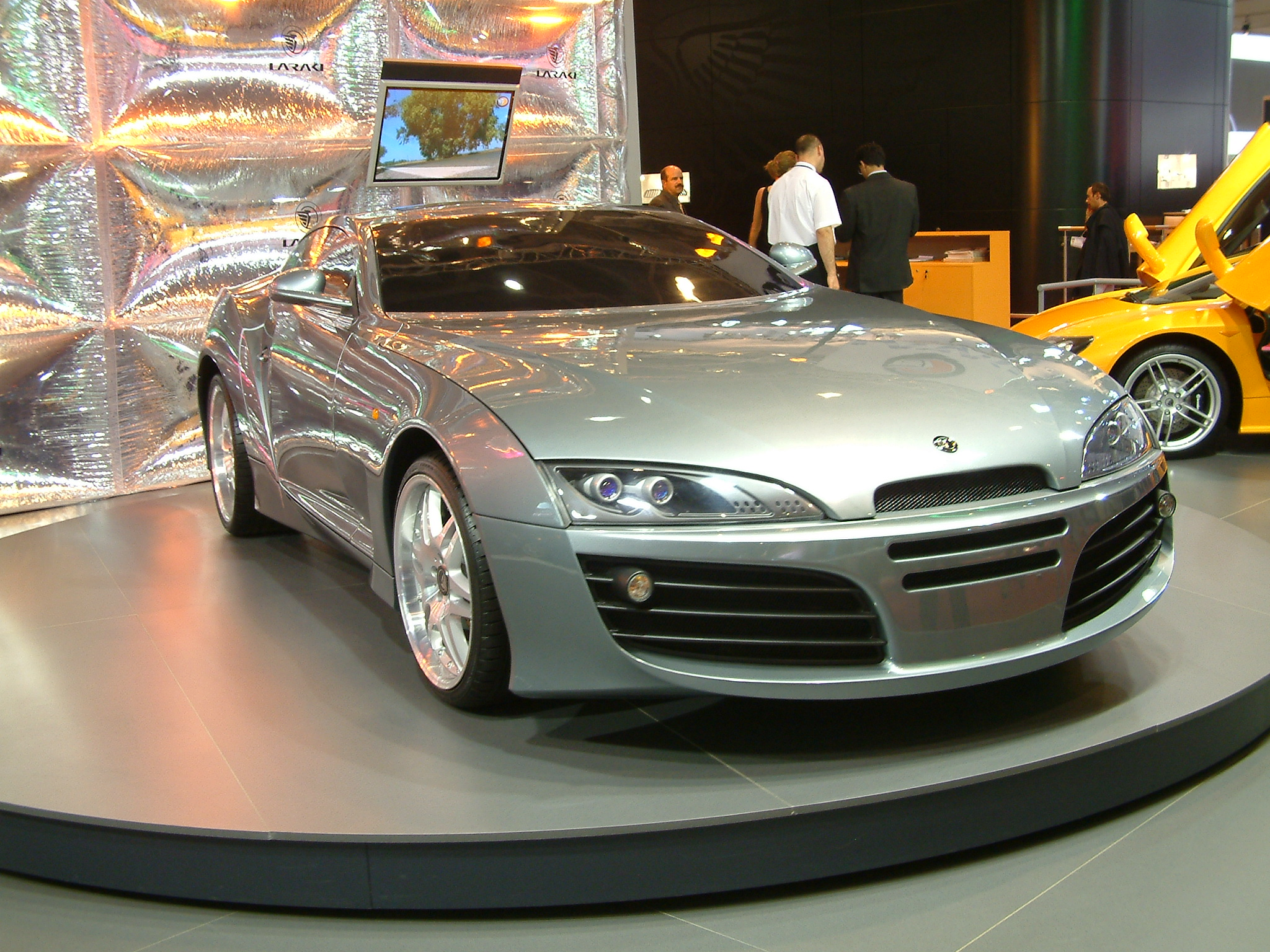

Laraki是非洲的一超級跑車品牌，總部在摩洛哥卡薩布蘭卡，成立於1999年，爲Abdesslam Laraki所創建。

## 歷史
Laraki于1999年成立，由摩洛哥汽车设计师和企业家Abdesslam Laraki先生所创建。Abdesslam Laraki自1973年开始进口汽车到摩洛哥，从而起家。他的儿子，及现任Laraki总裁是Abdeslam Laraki，他原本是一位豪华游艇设计师，同時創建了同名公司Laraki。然后他跟随父亲的步伐在瑞士学习汽车设计並在2002年设计了他的第一部汽车Laraki Fulgura。

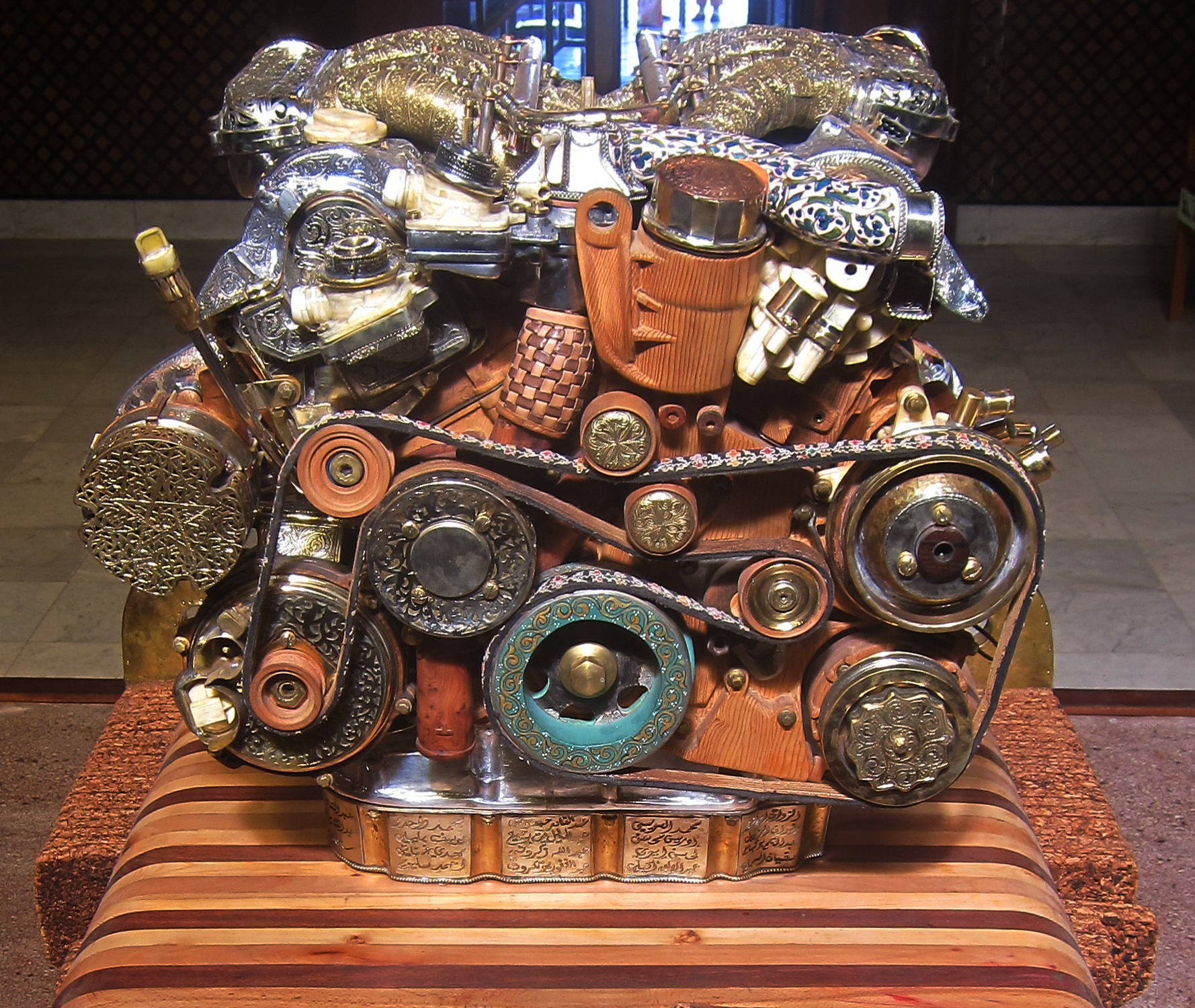
Eric Van Hove的 V12 Laraki